# اچ‌ام‌اس انترپرایز (ای۷۱)
اچ‌ام‌اس انترپرایز (ای۷۱) (به انگلیسی: HMS Enterprise (A71)) یک کشتی بود که طول آن ۱۰۰ فوت (۳۰ متر) Length between perpendiculars بود.